# Kosmo Music
Kosmo Music GmbH ist ein Tonträgerunternehmen mit Sitz in München. Es wurde 1995 gegründet. Im selben Jahr erschienen auch die ersten Releases unter dem Label Kosmo Records. Weitere Labels sind Konsum Records, Chet Records und Afrojam Music.

## Geschichte
Kosmo Records wurde 1995 in einem Hinterhof im Münchner Stadtteil Haidhausen gegründet. Zunächst als Output-Kanal und Support für die Münchner DJ-Szene in enger Zusammenarbeit mit dem Techno-Magazin Partysan geplant, entwickelte sich das Independent-Label binnen weniger Jahre zu einem der Leading Player der internationalen Dance-Labels. Die ersten von Kosmo unter Vertrag genommenen Künstler waren Tom Novy, Tomcraft und Eniac. Später kamen Produzenten und DJs wie Da Hool, Phil Fuldner, B.B.E., Niels van Gogh, Moguai, Nalin INC, Karotte und Sonique dazu.
2002 wurde das Label Konsum Records für kommerzielle Dance- und Pop-Projekte gegründet. Konsum Records war hauptsächlich für die Veröffentlichung der Projekte Novaspace und Blue Lagoon verantwortlich. Die letzte Veröffentlichung fand im Jahr 2011 statt, danach wurde die Labelarbeit eingestellt. Der Lizenzkatalog liegt noch heute bei der Kosmo Music GmbH.

## Künstler (Auswahl)

### Kosmo Records
- Tomcraft
- Tom Novy
- Da Hool
- Moguai
- B.B.E.
- Phil Fuldner
- Sam Smith
- Sonique

### Konsum Records
- Novaspace
- Blue Lagoon

### Chet Records
- Mic Donet
- Zoe Mazah
- Prezident Brown
- Wally Warning
- Amaree
- Joachim Deutschland
- Jasmin Tabatabai
- Roots Rockers
- Iris Romen
- Belle Perez

### Afrojam Music
- Layori
- Richie Campbell